# Servaes van der Meulen
Servaes van der Meulen (geboren in Antwerpen of Mechelen in 1525 - overleden in 1592) was een Brabants componist en organist uit de Franco-Vlaamse School van polyfonisten. Spellingvarianten van zijn naam die in de literatuur worden aangetroffen, zijn Servaes vander Meulen, Servaes van der Muelen en Servaes vander Muelen.
Servaes van der Meulen was organist aan de Sint-Gertrudiskerk in Bergen op Zoom en in de Onze-Lieve-Vrouwekapel van de Onze-Lieve-Vrouwekerk in Antwerpen.
In Jacob Baethens in 1554 in Maastricht uitgegeven bloemlezing van Nederlandse liederen, Dat ierste boeck vanden nieuwe Duijtsche liedekens wordt één vierstemmig lied van Servaes van der Meulen opgenomen:
- Altijd soo moet ic trueren

Dit lied wordt overgenomen in Petrus Phalesius’ bloemlezing Een Duijtsch musijck boeck uit 1572 (Altijd so moet ick trueren en swaerlich versuchten).
Het is een amoureus liedje (een liefdesliedje van het type waarbij de minnaar zich tot een derde richt.
| Altijt so moet ic trueren (dichter onbekend, tekst zoals bij Baethen) |
| --- |
| Altijd so moet ic trueren En swaerelick versuchten. Och Venus ic moet besueren, Mits hopen ende duchten, Want sij paijt mij met cluchten, Die alderliefste mijn. Dat doet mij met onghenuchten Van haer ghesceijden sijn. |